# Newark (Missouri)
Newark – wieś w Stanach Zjednoczonych, w stanie Missouri, w hrabstwie Knox.